# イェヌーファ
『イェヌーファ』（Jenůfa、原題『彼女の養女』Její pastorkyňa）は、レオシュ・ヤナーチェクが作曲した3作目のオペラ。全3幕。
リブレットはガブリエラ・プライソヴァーの戯曲（1890年11月9日初演）を作曲者が一部削除したものを、使用している。3幕とも短い導入部に始まり、幕の終わりまで切れ目なく上演される。
この作品では歌詞には散文の会話調のものが使われているが、ヤナーチェクは「発話旋律」という技法を用いることで、自然な言葉の抑揚や人物の心理を的確に表現するのみならず、そこから派生した動機によって曲全体を構成するなど、独自の音楽世界を作り出すことに成功した。
一部に伝統的なオペラと完全には訣別できていないところがあるものの、そうした点がかえってこの作品を親しみやすいものにしており、ヤナーチェクのオペラの中では、早い時期から国外で受容され、上演頻度も最も高い。

## 作曲と上演の経緯
プライソヴァーの原作がブルノで上演されたのは1891年1月10日であった。ヤナーチェクはそれ以前から彼女にオペラの台本を求めていたが、1893年にこの作品のオペラ化を打診した。プライソヴァーはこの題材がオペラ向きでないことを主張したが、ヤナーチェクは作品に固執した。1897年頃に第1幕が完成したが、当時ヤナーチェクは音楽学校の教師の仕事や民謡の研究活動などで多忙をきわめており、作曲は一時中断されることになった。1901年暮れに第2幕の作曲を再開し、翌1902年の夏に完成する。そのまま第3幕の作曲に取りかかるが、1903年2月26日に娘のオルガが病死するという不幸に見舞われる。3週間後の3月18日に第3幕が完成した。
ヤナーチェクはこの作品をプラハで上演することを望んでいたが、当時プラハ国民劇場のオペラ部門の責任者であったカレル・コヴァジョヴィツは、十数年前に自作のオペラをヤナーチェクに酷評された怨みがあり、上演は拒否されてしまう。結局初演は1904年1月21日にブルノの国民劇場でシリル・フラズディラ指揮のもと行われた。初演に先立つ1903年10月、再演前後の1906年から1907年、さらに1911年にそれぞれ作曲者によって改訂が行われている。
作曲家の悲願であったプラハ初演は、作曲家とコヴァジョヴィツの関係が修復された後の1916年5月、コヴァジョヴィツ指揮のもとに実現した。この時ヤナーチェクはコヴァジョヴィツによる作品改訂の要求を許可し、その結果、オーケストレーションの大幅な変更や台詞の一部削除、第3幕最後の二重唱をカノン風にふくらませるといったことが行われた。プラハでの上演が成功したことにより、以後の上演ではコヴァジョヴィツによる改訂版が普及することになるが、近年ではヤナーチェクのオリジナル版にもとづく上演が行われるようになってきている。日本初演は1976年12月1日、東京文化会館で若杉弘指揮の長門美保歌劇団により上演された。

## 楽器編成
フルート2、ピッコロ、オーボエ2、イングリッシュホルン2、クラリネット2、バスクラリネット、ファゴット2、コントラファゴット、ホルン4、トランペット2、トロンボーン3、バスチューバ、ティンパニ、ハープ、ハープ、弦五部

## 演奏時間
約2時間

## 登場人物
- イェヌーファ（ソプラノ） - 主人公。コステルニチカの養女。
- シュテヴァ・ブリヤ（テノール） - 水車小屋を管理するブリヤ家の若い当主。イェヌーファの従兄。道楽息子でイェヌーファを妊娠させている。
- ラツァ・クレメニュ（テノール） - シュテヴァの異父兄。製粉所で働いている。密かにイェヌーファを愛している。
- コステルニチカ（ソプラノ） - イェヌーファの継母。教会の聖具保管係をつとめることから、村人に「コステルニチカ（教会のおばさん）」と呼ばれる。
- ブリヤ家のおばあさん（アルト） - イエヌーファとシュテヴァの祖母。
- 製粉所の親方（バリトン）
- 村長（バス） - シュテヴァを気に入り、娘を彼に嫁がせようとする。
- 村長夫人（メゾソプラノ）
- カロルカ（メゾソプラノ） - 村長の娘。
- 牧童ヤノ（ソプラノ）
- 羊飼い女（メゾソプラノ）
- バレナ（ソプラノ） - 水車小屋の女中
- 年配の女（アルト）

## あらすじ

### 第1幕
夏の午後、水車小屋の前
イェヌーファは徴兵検査で町に出かけたシュテヴァの帰りを待っている。イェヌーファは密かにシュテヴァの子を妊娠しており、彼が徴兵されると未婚の母となりかねないので、不安で仕事にも身が入らないでいる。一方、シュテヴァの兄であるラツァは、連れ子としてブリヤ家で冷遇され続けてきた上、好きだったイェヌーファをシュテヴァに取られたことに不満をつのらせている。牧童のヤノがやって来て、イェヌーファのおかげで字が読めるようになったことを喜ぶ。製粉所の親方が町から戻ってきて、シュテヴァが徴兵免除になったことを告げ、それを聞いたラツァは憤慨し、イェヌーファは喜ぶ。
酒に酔ったシュテヴァが村の若者たちと連れだって登場する。若者達が歌い踊る中、シュテヴァがイェヌーファを踊りに誘うが、突然イェヌーファの継母であるコステルニチカが割って入る。コステルニチカはシュテヴァとよく似た亡き夫（イェヌーファの父）と結婚した後、自分がどれだけ苦労したかを愚痴る。そしてイェヌーファに対して、シュテヴァの飲んだくれが直るかどうか、1年間様子を見てみない限り、結婚は許さないと言い放つ。
人々が去り、イェヌーファはシュテヴァと2人きりになると、彼に不安を訴えて結婚を迫る。シュテヴァは調子のいいことを言って彼女をなだめるが、本気で結婚するつもりはない。シュテヴァが去ると、入れ替わりに登場したラツァがイェヌーファにシュテヴァとの関係をからかいだしたので、怒ったイェヌーファと口げんかになる。逆上したラツァは思わず手に持っていたナイフで彼女の頬を切りつける。イェヌーファの悲鳴を聞きつけた人々が駆けつけ、大騒ぎの中で幕となる。

### 第2幕
真冬のコステルニチカの家
イェヌーファの妊娠を知ったコステルニチカは娘の醜聞を恐れ、ウィーンに奉公に出したとごまかし、村人に内緒で彼女をここにかくまっている。イェヌーファは1週間前にシュテヴァの子供を出産したばかりある。コステルニチカは育児に疲れている彼女を気遣い、薬を与えて眠らせる。
コステルニチカはイェヌーファが眠っている間にシュテヴァを呼びつけ、正式に結婚するよう彼に迫る。だがシュテヴァは子供に金は出すが、頬に傷のあるイェヌーファへの愛は醒めてしまったし、村長の娘であるカロルカと婚約したから結婚は無理と言い、逃げるようにして立ち去ってしまう。途方に暮れるコステルニチカのもとにラツァがやって来る。ラツァはイェヌーファを傷つけたことを悔い、その償いにイェヌーファとの結婚を申し出る。だがラツァもイェヌーファがシュテヴァの子を産んだと聞かされて思い悩んでしまう。コステルニチカは赤ん坊は既に死んだと嘘をつき、ラツァをいったん帰した後、赤ん坊を雪に覆われた外の川へと捨ててしまう。
眠りから覚めたイェヌーファは赤ん坊とコステルニチカがいないことに激しく動揺するが、継母が赤ん坊をシュテヴァのもとに連れて行ったのだと思い、聖母マリアに祈りを捧げる。そこにコステルニチカが戻ってきて、赤ん坊はイェヌーファが熱を出してうなされている間に死んでしまったと語る。嘆き悲しむイェヌーファにコステルニチカはシュテヴァの不実を告げ、ラツァとの結婚を勧める。戻ってきたラツァの慰めにより、イェヌーファもラツァの愛を受け入れる。コステルニチカは2人を祝福するが、赤ん坊を殺した良心の呵責から、外の吹雪で窓が開くと「死神がのぞき込んでいる」と言って激しく怯える。

### 第3幕
春先のコステルニチカの家
イェヌーファとラツァは結婚式の朝を迎え、その準備が行われている。コステルニチカは罪の意識に悩まされていて、ずっと様子がすぐれず、イェヌーファや祝福にやって来た村長夫妻も不安に思う。イェヌーファと2人きりになったラツァは改めて償いとして彼女を幸せにすることを誓う。そこにラツァの招きでシュテヴァとカロルカが祝福に来るが、コステルニチカはシュテヴァの来訪を喜ばない。村娘たちが歌をうたい新婚夫婦を祝った後、教会に行く前にブリア家のおばあさんが2人に祝福を与える。
おばあさんに続きコステルニチカが祝福を与えようとしたその時、外から騒ぎの声が起こる。牧童のヤノが駆け込んできて、凍った川から赤ん坊の死体が見つかったことを告げる。走り出たイェヌーファは、赤ん坊の身につけたものから、それが自分の子であり、父親がシュテヴァであることを告白する。村人はイェヌーファが赤ん坊を殺したと思い込み、彼女に石を投げようとするが、そこにラツァが割って入って彼女を守る。騒然とする中、コステルニチカが村人の前に進み出て自分の罪を告白する。村人は驚き、ラツァは罪の意識にさいなまれ、カロルカはシュテヴァとの婚約破棄を告げて母と去り、恥じ入ったシュテヴァは逃げるように立ち去る。イェヌーファは継母を助け起こし、罪を許し悔い改めの道を与えようとする。コステルニチカは罪の償いに耐えてゆくことをイェヌーファに告げ、村長と村人たちに連行されて去る。
イェヌーファとラツァの2人だけが残される。イェヌーファはラツァにこれ以上自分の不幸に付き合うことはないと言って、彼に去ることを勧めるが、ラツァはどのような困難も2人で耐えることを改めて誓う。イェヌーファはラツァの愛を受け入れ、将来の幸福を思う中で幕となる。